# Кентърбъри Юнайтед
„Кентърбъри Юнайтед“ е новозеландски футболен клуб от град Крайстчърч.
Отборът е създаден през 2004 г. Състезава се в Новозеландския футболен шампионат. Най-доброто класиране е през сезон 2005-06, когато заема 3-то място в редовния сезон, а впоследствие достига до финала на шампионата, където губи след изпълнения на дузпи от „Оуклънд Сити ФК“. През последните 2 сезона обаче „драконите“ се представят много слабо и остават на последно място в класацията на 8-те отбора в шампионата.
Настоящият състав на тима е предимно от новозеландци. Има само 3 чужденци – по 1 от Англия, Соломоновите острови и Япония.